# Verbandsgemeinde Kell am See
La comunità amministrativa di Kell am See (Verbandsgemeinde Kell am See) si trovava nel circondario di Treviri-Saarburg nella Renania-Palatinato, in Germania. Il primo gennaio 2019 è stata creata la nuova comunità amministrativa di Saarburg-Kell attraverso la fusione con la comunità amministrativa di Saarburg.

## Suddivisione
Comprendeva 13 comuni:
1. Baldringen
2. Greimerath
3. Heddert
4. Hentern
5. Kell am See
6. Lampaden
7. Mandern
8. Paschel
9. Schillingen
10. Schömerich
11. Vierherrenborn
12. Waldweiler
13. Zerf

Il capoluogo era Kell am See.